# Sierakowice (gemeente)
De gemeente Sierakowice is een landgemeente in het Poolse woiwodschap Pommeren, in powiat Kartuski.
De gemeente telt 23 administratieve plaatsen (solectwo): Bącka Huta, Borowy Las, Bukowo, Długi Kierz, Gowidlino, Kamienica Królewska, Karczewko, Kowale, Leszczynki, Łyśniewo Sierakowickie, Mojusz, Mrozy, Nowa Ameryka, Paczewo, Pałubice, Puzdrowo, Sierakowice, Sierakowska Huta, Smolniki, Stara Huta, Szklana, Tuchlino, Załakowo
De zetel van de gemeente is in Sierakowice.
Op 30 juni 2004 telde de gemeente 16 358 inwoners.

## Oppervlakte gegevens
In 2002 bedroeg de totale oppervlakte van gemeente Sierakowice 182,36 km², waarvan:
- agrarisch gebied: 60%
- bossen: 28%

De gemeente beslaat 16,28% van de totale oppervlakte van de powiat.

## Demografie
Stand op 30 juni 2004:
| Omschrijving                   | Totaal | Totaal | Vrouwen | Vrouwen | Mannen | Mannen |
| ------------------------------ | ------ | ------ | ------- | ------- | ------ | ------ |
| eenheid                        | aantal | %      | aantal  | %       | aantal | %      |
| inwoners                       | 16 358 | 100    | 8144    | 49,8    | 8214   | 50,2   |
| bevolkingsdichtheid (inw./km²) | 89,7   | 89,7   | 44,7    | 44,7    | 45     | 45     |

In 2002 bedroeg het gemiddelde inkomen per inwoner 1503,63 zł.

## Plaatsen zonder de statussołectwo
Ameryka, Bór, Ciechomie, Dolina Jadwigi, Dąbrowa Puzdrowska, Gowidlinko, Jagodowo, Janowo, Jelonko, Kamienicka Huta, Kamienicki Młyn, Kamionka Gowidlińska, Karwacja, Karłowo, Kokwino, Koryta, Kujaty, Kukówka, Lemany, Lisie Jamy, Łączki, Migi, Moczydło, Mojuszewska Huta, Nowalczysko, Olszewko, Patoki, Piekiełko, Poljańska, Poręby, Przylesie, Puzdrowski Młyn, Rębienica, Skrzeszewo, Sosnowa Góra, Srocze Góry, Stara Maszyna, Szopa, Szramnica, Tuchlinek, Welk, Wygoda Sierakowska, Zarębisko

## Aangrenzende gemeenten
Cewice, Chmielno, Czarna Dąbrówka, Kartuzy, Linia, Parchowo, Stężyca, Sulęczyno